# Sadie Forman
Sadie Forman (1929 – 11 tháng 12 năm 2014) là một giáo viên, thủ thư và nhà hoạt động chống phân biệt chủng tộc người Nam Phi.

## Đầu đời
Sadie Kreel đến từ Johannesburg, con gái của nhà văn Bunim-Idel Krill, một người nhập cư Do Thái từ Rokiškis, Litva. Cha cô là một nhà thơ và nhà văn nói tiếng Yiddish.

## Nghề nghiệp
Sadie Forman và chồng Lionel là những thành viên tích cực của Đảng Cộng sản Nam Phi. Lionel bị bắt vì tội phản quốc năm 1956. Là vợ của anh, Sadie bị hạn chế nghiêm trọng: theo lệnh cấm, cô không được phép đi xa nhà, hoặc vào các nhà máy hoặc trường học, hoặc làm việc với người khác. Cô kiếm sống bằng nghề đọc kiểm thử trong thời gian này.
Năm 1969, cô được cấp giấy phép xuất cảnh và rời Nam Phi cùng với ba đứa con. Cô làm giáo viên ở London. Năm 1996, cô trở về sống ở Nam Phi, định cư tại Fort Hare, nơi cô tình nguyện vào thư viện tại Đại học Fort Hare, lưu trữ các tài liệu của Quốc hội Châu Phi. Năm 2012, trường đại học công nhận sự đóng góp của cô với một bằng tiến sĩ danh dự.
Cô đồng biên tập một ấn bản các tác phẩm của chồng mình với André Odendaal, xuất bản năm 1992. Cô cũng đã viết tiểu sử của chồng mình, Lionel Forman: A Life Too Short (2008).

## Đời tư
Sadie kết hôn với Lionel Forman, một người con của những người nhập cư Do Thái, vào năm 1952. Họ có ba đứa con, Karl, Frank và Sara, được sinh ra trước khi Lionel qua đời năm 1959, ở tuổi 32, do các biến chứng sau ca phẫu thuật tim do Christiaan Barnard thực hiện. Năm 2007, cô chuyển đến London vì sức khỏe của mình và ở gần con. Sadie Forman qua đời năm 2014, hưởng thọ 85 tuổi tại Anh.